# Aux frontières du jamais
Aux frontières du jamais (Synchrony) est le 19e épisode de la saison 4 de la série télévisée X-Files. Dans cet épisode, Mulder et Scully enquêtent sur des morts étranges de scientifiques travaillant dans le domaine de la cryogénie.
Le scénario de l'épisode, inspiré par la théorie du voyage dans le temps et les possibles conséquences désastreuses de sa découverte, s'est révélé particulièrement difficile à écrire pour Howard Gordon et David Greenwalt. L'épisode a obtenu des critiques mitigées.

## Résumé
Jason Nichols et Lucas Menand, deux chercheurs du Massachusetts Institute of Technology, se disputent dans la rue lorsqu'ils sont abordés par un vieil homme qui avertit Menand qu'il va mourir ce soir même à 23h46. L'homme est arrêté par un agent de sécurité du MIT. Peu après, Menand est écrasé par un bus sous les yeux de Nichols, qui constate qu'il est 23h46. Le chauffeur du bus accuse Nichols d'avoir poussé Menand sous les roues du véhicule, et Nichols est placé en détention. L'agent de sécurité est pour sa part retrouvé mort congelé. Mulder et Scully enquêtent sur cette affaire. Mulder interroge Nichols, qui lui parle du vieil homme et lui explique que Menand et lui étaient en compétition pour obtenir une bourse d'études pour leurs travaux en cryogénie.
Se faisant passer pour l'assistant de Nichols, le vieil homme tue le docteur Yonechi dans une chambre d'hôtel en le piquant avec une aiguille métallique, ce qui a pour effet de congeler Yonechi. Mulder et Scully rendent visite à Lisa Ianelli, collègue et petite amie de Nichols. Celle-ci reconnaît dans le composé chimique injecté à Yonechi un agent réfrigérant sur lequel Nichols travaille depuis des années mais qui n'est pas encore au point. Ianelli prétend pouvoir ramener Yonechi à la vie et y parvient, mais seulement pour quelques instants car la température du corps de Yonechi s'élève très vite et provoque la combustion spontanée du scientifique. Ayant découvert où loge le vieil homme, Mulder et Scully s'y rendent et trouvent une photographie de Nichols, Yonechi et Ianelli célébrant un événement. Mulder affirme que cette photo n'a pas encore été prise et que le vieil homme n'est autre que Nichols plus âgé qui voyage dans le temps.
Ianelli, frappé par la ressemblance du vieil homme avec Nichols, le retrouve. L'homme avoue être Nichols et prétend que les travaux de Ianelli ont changé le monde. Il lui injecte ensuite son composé réfrigérant. Ianelli est congelée mais Scully reprend la technique utilisée sur Yonechi en la perfectionnant et la ramène à la vie. Pendant ce temps, Mulder fait libérer Nichols. Ce dernier surprend son double du futur en train de détruire ses travaux dans son laboratoire. Le vieillard prétend que les recherches de Nichols, Yonechi et Ianelli vont rendre possible le voyage dans le temps mais plonger le monde dans le chaos par la même occasion. Les deux hommes se battent et le corps du vieil homme s'embrase, provoquant leurs morts sous les yeux d'un Mulder impuissant. Plus tard, Ianelli se remet au travail pour tenter de reconstituer le composé réfrigérant.

## Distribution
- David Duchovny : Fox Mulder
- Gillian Anderson : Dana Scully
- Joseph Fuqua : Jason Nichols
- Susan Lee Hoffman : Lisa Ianelli
- Michael Fairman : Jason Nichols vieux
- Hiro Kanagawa : le docteur Yonechi

## Production
Après avoir écrit avec Howard Gordon le scénario de l'épisode L'Homme invisible, Chris Carter présente Gordon à David Greenwalt, qui vient de rejoindre l'équipe de X-Files, et charge les deux hommes d'écrire un scénario ensemble. Gordon et Greenwalt travaillent sur une histoire où un prisonnier s'évade en intervertissant son corps avec celui d'un autre homme mais ce scénario est abandonné quand Gordon se rend compte qu'il est trop proche d'autres histoires qu'il a précédemment écrites pour la série. Après avoir lu un article du magazine Scientific American à propos du voyage dans le temps, les deux hommes décident d'écrire un script sur le sujet.
Gordon a l'idée de baser l'histoire sur un homme qui rencontre son double du futur et le duo imagine ensuite que cet homme est un scientifique essayant d'empêcher ses propres travaux de se concrétiser. Ce personnage est inspiré de Robert Oppenheimer, l'un des principaux artisans de la bombe atomique, d'après une histoire que Gordon a entendu sur les regrets exprimés par le scientifique à la suite des bombardements atomiques d'Hiroshima et de Nagasaki. Gordon et Greenwalt mettent alors au point la motivation de Jason Nichols pour détruire ses recherches : « La vie tourne autour de l'inconnu et de la découverte de ce qui nous attend. Si certaines personnes savaient à l'avance ce qui allait se passer, cela pourrait engendrer de nouvelles horreurs qui nécessiteraient qu'on les empêche ». Le scénario est écrit en une semaine à raison de quinze heures de travail quotidien et avec un peu d'aide de la part de John Shiban et Frank Spotnitz. Devant toutes les difficultés éprouvées pour finaliser le scénario, Gordon jure de ne plus jamais travailler sur une histoire de voyage dans le temps.
Juste avant le tournage, Gordon remanie une dernière fois le script pour supprimer deux personnages inutiles à l'intrigue, dont un scientifique en fauteuil roulant inspiré par Stephen Hawking. Pendant le tournage, quelques scènes sont ajoutées pour faciliter la compréhension des téléspectateurs.

## Accueil

### Audiences
Lors de sa première diffusion aux États-Unis, l'épisode réalise un score de 11,3 sur l'échelle de Nielsen, avec 18 % de parts de marché, et est regardé par 18,01 millions de téléspectateurs.

### Accueil critique
L'épisode obtient des critiques mitigées. Parmi les critiques favorables, Zack Handlen, du site The A.V. Club, lui donne la note de B-.
Du côté des critiques mitigées, John Keegan, de Critical Myth, lui donne la note de 5/10. Paula Vitaris, de Cinefantastique, lui donne la note de 2/4. Dans leur livre sur la série, Robert Shearman et Lars Pearson lui donnent la note de 2,5/5.
Parmi les critiques défavorables, le site Le Monde des Avengers lui donne la note de 1/4.